# Wurmbea angustifolia
Wurmbea angustifolia är en tidlöseväxtart som beskrevs av Rune Bertil Nordenstam. Wurmbea angustifolia ingår i släktet Wurmbea och familjen tidlöseväxter. Inga underarter finns listade i Catalogue of Life.